# A cappella
A cappella (italienska som i kapellet, kyrkan) är sång utan ackompanjemang. I kyrkor under medeltidens körsångsepok bannlystes alla instrument utom orgeln. När man sedan i andra sammanhang än i kyrkan sjöng i körer utan instrument så benämndes detta alla cappella ( = som i kyrkan). Numera används termen a cappella för all typ av sång utan instrument, även solosång. 
En vanlig svensk stavning är acapella, men den brukar anses mindre korrekt, eftersom den varken stämmer med italienskan eller med internationellt musikfackspråk. Bokstavligen betyder den stavningen att sjunga för den lilla  geten.
Musikgenrer där a cappellasång är vanligt förekommande:
- barbershop
- spiritual